# Johann Elias Kirch
Johann Elias Kirch (* 21. Oktober 1706 in Schweinfurt; † 21. Februar 1748) war ein deutscher Mediziner und Physicus in Schweinfurt.

## Leben
Johann Elias Kirch studierte bei Georg Daniel Coschwitz an der Universität Halle Medizin und wirkte nach seiner Promotion als Physicus und später zusätzlich auch als Rats-Assessor in Schweinfurt.
Am 26. November 1739 wurde er unter der Präsidentschaft des Mediziners Andreas Elias Büchner mit dem akademischen Beinamen Archigenes II. unter der Matrikel-Nr. 494 als Mitglied in die Leopoldina aufgenommen.

## Schriften
- Dissertatio medica solennis de mictu cruento. Halae Magdeburgicae 1727 (Digitalisat)